# Nicola Prudente
Nicola Prudente, noto anche con lo pseudonimo di Tinto (Mesagne, 12 settembre 1976), è un conduttore radiofonico, conduttore televisivo e autore televisivo italiano.

## Biografia
Nato in Puglia nel 1976 ma toscano d'adozione, dopo aver frequentato le scuole a Pistoia, si laurea nel 2000 alla facoltà di Scienze della Comunicazione all'Università IULM di Milano. Inizia la sua carriera nel 2002 quando conduce con Federico Quaranta il programma Decanter su Rai Radio 2. Realizza successivamente dei servizi televisivi a tema enogastronomico, sempre con Quaranta, per Linea verde su Rai 1. Nel 2009 passa alla conduzione dei programmi Magica Italia e Turismo e Turisti sempre su Rai 1 mentre nel 2012 conduce su LA7 il programma enogastronomico Fuori di gusto. Partecipa poi ad alcuni programmi televisivi La prova del cuoco e Citofonare Rai 2. Dal 2015 al 2019 conduce il programma Frigo trasmesso su Rai 2 per poi passare, sempre nel 2019, alla conduzione del programma Mica Pizza e Fichi su La7. Nel 2022 conduce Camper su Rai 1 mentre nel 2023 conduce i programmi Pizza Doc su Rai 2, Camper in viaggio su Rai1 e Avanzi il prossimo su Tv2000.

## Radio
- Decanter, Rai Radio 2

## Televisione
- Linea verde orizzonti (Rai 1, 2008-2009)
- Magica Italia, Turismo e Turisti (Rai 1, 2009)
- Fuori di gusto (LA7, 2012-2013)
- Un pesce di nome Tinto (Rai 2, 2014)
- Frigo (Rai 2, 2015-2019)
- La prova del cuoco (Rai 1, 2015-2018)
- Linea verde (Rai 1, dal 2005)
- Mica pizza e fichi (LA7, 2019-2022)
- Citofonare Rai 2 (Rai 2, 2021-2022)
- Camper (Rai 1, 2022)
- Top - Tutto quanto fa tendenza (Rai 2, dal 2022)
- Pizza Doc (Rai 2, 2023)
- Avanzi in il prossimo (TV2000, 2023)
- Camper in viaggio (Rai 1, dal 2023)